# Viber
Viber (Vanellus) er en slægt i familien brokfugle. Der er i alt beskrevet ca 23 arter verden over
.
Fuglene varierer i størrelse mellem 17 og 38 cm. I Danmark er viben (Vanellus vanellus) en almindelig ynglefugl, mens steppevibe (Vanellus gregarius) og sumpvibe (Vanellus leucurus) begge kun er truffet få gange
.